# Монастырь Святой Софии
Монастырь Святой Софии — принятое название комплекса сильно разрушенных пещерных сооружений XII—XIII века в Инкермане. Расположен на левом берегу реки Чёрной, в западной «угловой» скале Каменоломенного оврага.

## Описание
Считается, что здесь находился монастырь Святой Софии: историки допускают существование четырёх пещерных храмов, во всём же комплексе насчитывают 22 помещения. Монастырь располагался, как и сейчас, на пересечении дорог у моста через реку. В пещерные помещения вели два входа: один со стороны реки, от которого осталась только часть лестницы и второй, сохранившийся, из Каменоломного оврага. По обе стороны второго входа вырублены кельи и хозяйственные помещения.
Бертье-Делагард датировал монастырь XIV—XV веком (надписи в часовне — ещё более поздним временем), Н. И. Репников — XIII веком («а может быть даже XII в.»). Андрей Виноградов с группой учёных также допускают XII—XIII век. Юрий Могаричёв относит возникновение памятника к XIII веку, а его расцвет — к XIV—XV веку. Он считает, что вначале, возможно в XII веке, была устроена церковь со входом из Каменоломного оврага (храм № 4 по нумерации Могаричёва), как небольшой скит. В XIV—XV веке, когда в окрестностях Каламиты влиятельные ктиторы из элиты княжества Феодоро финансировали строительство многих пещерных монастырей, скит также превратился в крупный монастырь. Считается, что в то время, по образцу храмов Херсона, был сооружён главный храм, а последней, не ранее начала XV века, вероятно устроена часовня (№ 3 Могаричёвской нумерации). Есть версия что монахи монастыря за время существования основали три скита — у станции Инкерман-I, в Георгиевской и Троицкой балках.
Время прекращения деятельности монастыря, как всех в округе Инкермана, относят к периоду после завоевания Крыма Османской империей в 1475 году и включения территорий в Мангупский кадылык, но более точные даты не установлены. Уже Мартин Броневский в труде «Описание Крыма…» 1578 года отмечал отсутствие жителей и заброшенность храмов в «Ингермене». Посетивший Инкерман в 1663 году священник Иаков также описывал полное запустение в местных церквях. Ко времени присоединения Крыма к России в 1783 году монастырь был заброшен., хотя местные жители, со слов которых Иван Батурин составлял легенду к своей карте, ещё помнили названия церквей. До самой Крымской войны пещеры бывшего монастыря использовались, как пороховые склады, одно время помещения использовались солдатами и матросами, строившими Севастопольский акведук, как жилые. 24 октября 1854 года здесь произошло Инкерманское сражение, причем боевые действия шли и в помещениях монастыря: в монастыре разместился отряд французских егерей, откуда они вели обстрел русских позиций на другом берегу Чёрной реки.

В самых крайних пещерах в сторону Каменоломного оврага, в которые ведёт прорубленный в скале коридор, ещё в конце XIX века жили работники каменоломен. Из этого коридора имелся выход на верх скалы. Памятник также сильно пострадал в годы Великой Отечественной войны

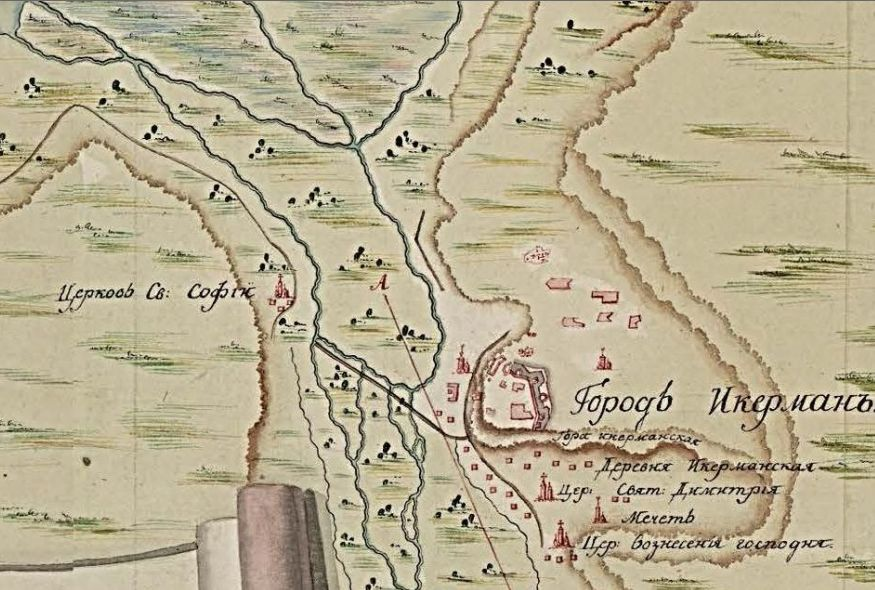
Фрагмент карты Батурина 1773 г. с Софийским храмом
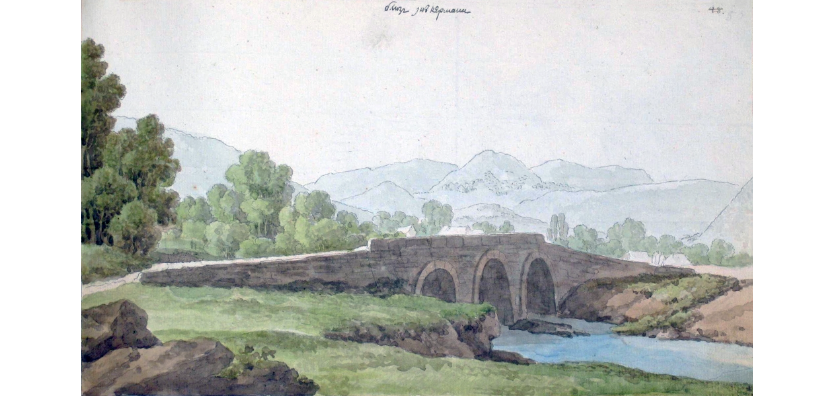
М. М. Иванов. «Мост близ Инкермана». 1783 г.
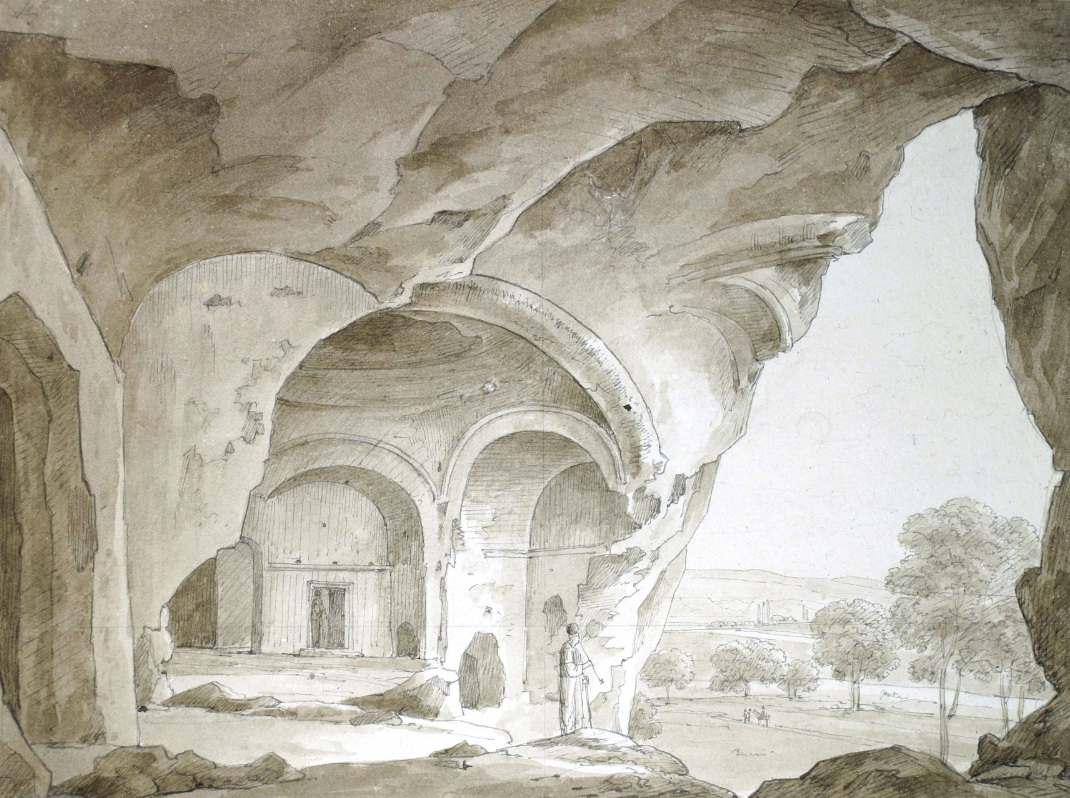
Никанор Чернецов. «Пещера в Инкермане», 1834 г.
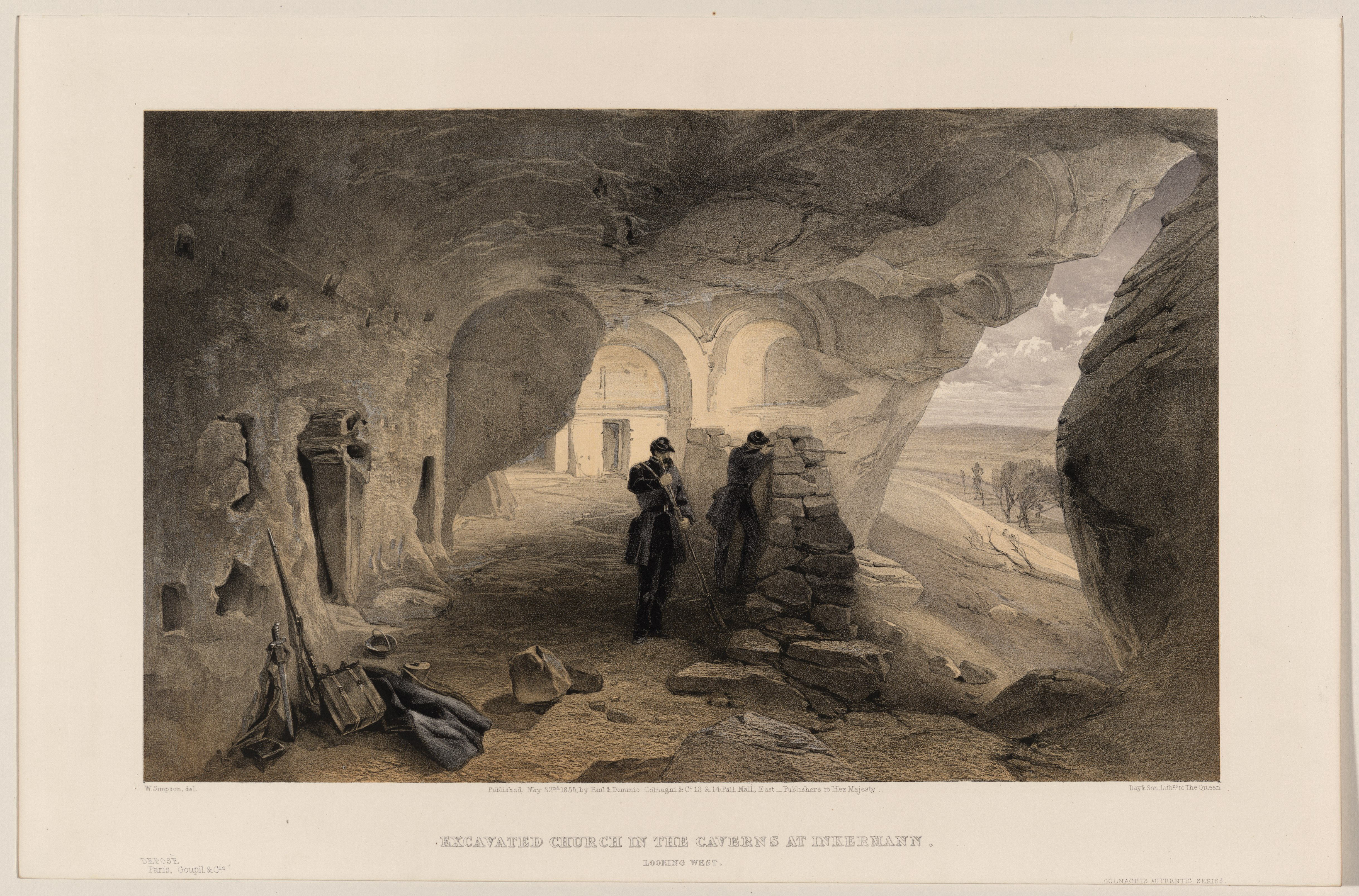
Уильям Симпсон, 1855 г. Позиция стрелков в монастыре
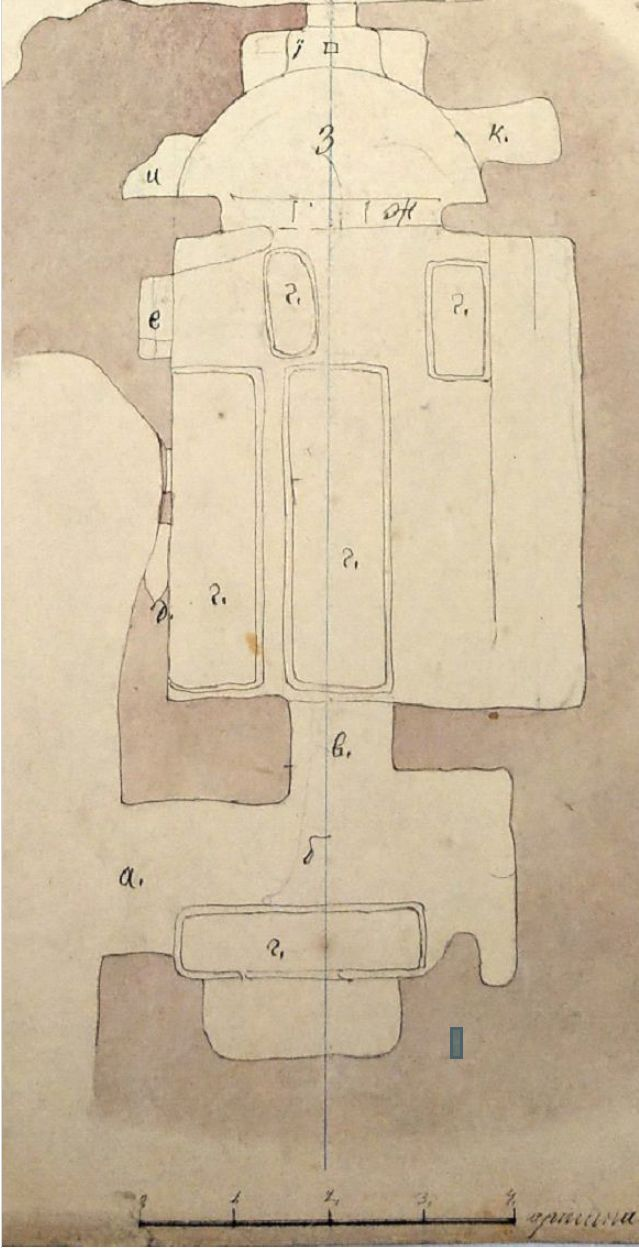
План церкви № 3, акварель Д. М. Струкова. 1876 г.
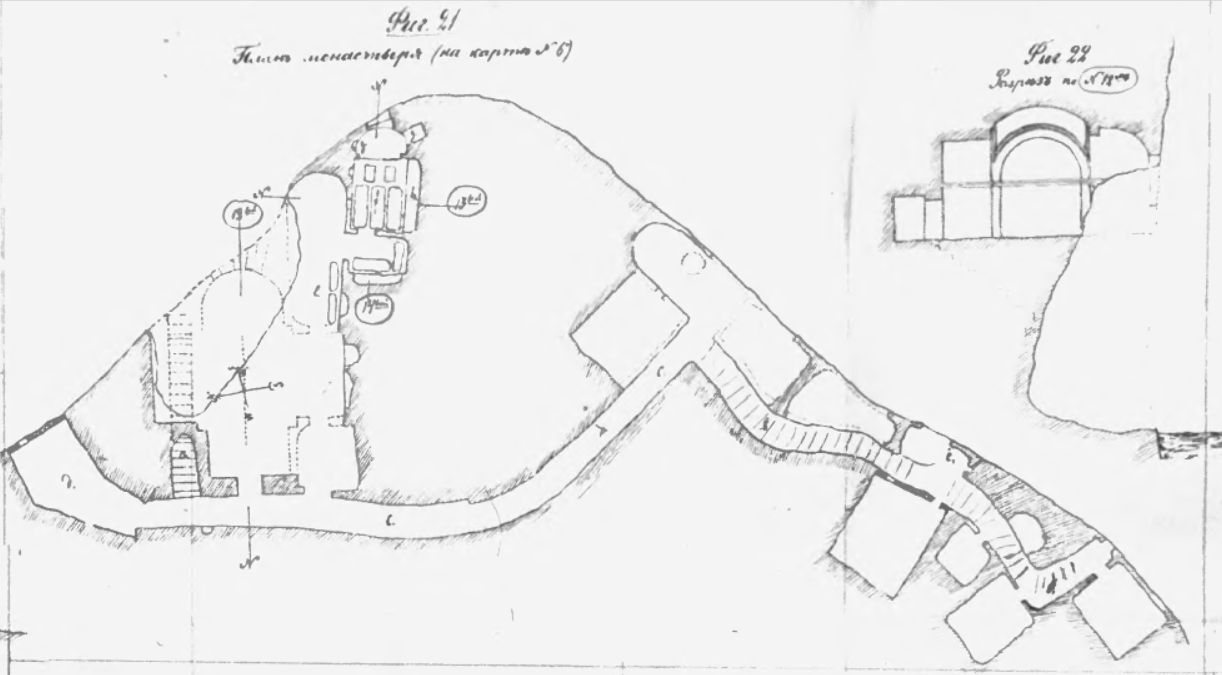
План монастыря Бертье-Делагарда, 1885 г.

## Храмы
По мнению Могаричёва в период расцвета в монастыре действовало четыре церкви, которым учёный присвоил соответствующую нумерацию от № 1 до № 4. На втором ярусе пещер находится сильно разрушенный главный храм, или № 1. Самый большой из хамов комплекса, размерами 10,4×8,7×5,5 м, вообще один из трёх самых больших, наряду с базиликой Святого Георгия и Храмом с крещальней, пещерных храмов Инкермана.
Церковь в плане крестовая, с плоским потолком и вырубленным в его центре рельефным крестом. Алтарная часть, первоначально полукруглая, размерами 4×3,8×4,2 м, с тремя окнами и часть северной стены обрушились, видимо, ещё в древности — в таком состоянии её застал уже Пётр Паллас в 1793 году. Была украшена фресками, от которых в 1880-х годах оставались плохо различимые следы. Ещё до присоединения Крыма к России под церковью построили наземную, отмеченную на плане И. Батурина. В полу церкви сохранилась одна вырубленная гробница, но предполагается, что изначально их было больше.
В 1905 году, к пятидесятилетию обороны Севастополя храм, с посвящением «иконы Божией Матери Всех скорбящих Радость», в память о воинах, погибших в Инкерманском сражении, был восстановлен по проекту архитектора А. Вейзена. Реставрация значительно исказила первоначальный облик церкви — были сделаны новые каменные кладки и пол, скрывшие части древнего декора. Краевед М. Протопопов, в брошюре 1905 года, утверждал, что новый храм построили «по желанию Великого князя Алексея Михайловича», но единственный известный Великий князь Алексей Михайлович скончался в 1895 году.
Проём в восточной стене главной церкви служил входом в храм № 2, вероятно, надмогильную часовню размерами 8,5 на 2,7 и на 4 м и коробовым сводом. Северная (наружная) стена разрушена и заложена камнем, как и алтарь (предполагается, что в ходе ремонта начала XX века). У южной — две вырубленные могилы с греческими надписями, которые «…высечены столь грубо, неразборчиво и безграмотно, что… разобрать что-либо… невозможно» над ними, там же проход в храм № 3.

Церковь имеет размеры 5×3,2×4,3 м и сохранилась лучше остальных, хотя тоже частично перекрыта поздними каменными кладками. Николай Репников описал храм так
Широкий проход ведет в притвор третьего храма — часовню. Вдоль западной стороны притвора две вырубные гробницы, одна из них в подбое стены. Сама часовня небольших размеров, вытянутой прямоугольной формы, перекрыта коробовым сводом. Направление алтаря в 65°Ю. Апсида полукруглая, с окном посередине, под ним престол впритык со стеной, вырубленный в камне. По сторонам его, на высоте 1 м от пола, в стенах апсиды вырублено по нише, левая — жертвенник, правая, быть может, для хранения церковной утвари. Пол алтаря приподнят на одну ступень над уровнем пола часовни. Алтарная преграда, по-видимому, была высотой до 1,10 м, вырубленная в целом камне. В полу часовни 5 вырубных гробниц, из них две детские. На северной стене, над гробницей, надмогильная надпись. Стены часовни были расписаны фресками, от которых сохранились лишь закопченные фрагменты
Фрески и надписи были неразборчивы уже в конце XIX века. Также на стенах сохранились кресты-граффити, а на северной и южной — скальный карниз на высоте 2,8 м.
В конце скального коридора, ведущего из Каменоломного оврага, расположен, практически не описанный в литературе, храм № 4 — имеется лишь сообщение Д. Струкова. А. Бертье-Делагард, видимо, не имея возможности осмотреть помещение, так как тогда в нём жили люди, отрицал наличие здесь церкви. При этом на составленном им плане храм начерчен, как и на плане Инкерманской экспедиции Репникова 1937 года, который также о церкви не упоминал. Церковь — обычный одноапсидный храм, размерами 10×3×3,5 м, в настоящее время сильно разрушенный. Южной стены нет вообще, северная частью почти отсутствует, а местами заложена каменной кладкой. Предполагается, что потолок пещеры был коробовый. Алтарь, на приподнятой относительно наоса части помещения, вверху отделялся аркой, в полу предполагается гнездо для установки престола, также сохранились две вырубленные ниши в северной стене.

## История изучения
Первое известие о существовании комплекса содержатся на карте Ахтиарской бухты 1773 года штурмана Ивана Батурина, где обозначен храм св. Софии. Первое описание храма имеется в труде 1794 года «Наблюдения, сделанные во время путешествия по южным наместничествам Русского государства в 1793—1794 годах» Петра Палласа
Внизу угла скалы… видны несколько пещер и ступенчатый проход с несколькими пещерами в нём внутри скалы и тремя открытыми наружу; ведёт он косо кверху.
Учёный сообщал о часовне в «самом углу скалы», внешняя стена которой (и многих других помещений) к его времени уже обрушилась. От часовни шёл прорубленный в скале проход с двумя световыми отверстиями «идущий на протяжении сотни и более шагов вдоль по уклону скалы в направлении бухты». Обследовать остальные помещения Палласу не удалось, так как они «служат пороховыми погребами и, следовательно, закрыты и охраняемы». В 1848 году Захар Аркас опубликовал статью «Описание Ираклийского полуострова и древностей его», в которой подробно описывал монастырь: вход в пещеры, две церкви — главную и часовню, в которой «…весь плафон и алтарь расписаны были масляными красками, но лики образов теперь различить невозможно, с боков заметны надписи на греческом языке, которые истёрлись». Д. Струков в 1876 году сообщал о трёх «долблённых» храмах «на углу скалы»
Один устроен в боку лестницы, ведущей во внутренность скалы: далее по коридору другой храм, имеющий потолок в форме правильного свода, квадратной формы, но к сожалению алтарь отвалился от скалы. Третий храм рядом с предыдущим к югу, меньший, имеющий престол у стены, под отверстием окна: жертвенник изсечен в нише северной стены алтаря отделенного алтарною преградою, которая судя по сохранившимся остатками была высотою 1 арш. 6 верш, с одним отверстием для входа в алтарь
В 1885 году монастырь подробно осматривал А. Л. Бертье-Делагард, произведя архитектурные обмеры и составив описание комплекса. В описании упоминаются две церкви и предполагается существование третьей. По его мнению главный храм монастыря — один из древнейших среди пещерных храмов, надписи же в часовне Бертье-Делагард считал сделанными позднее XV века. Выделили главный храм выдолбленный «в виде греческого креста, перекрытого плоским куполом», как самый большой и роскошный И. И. Толстой и Н. П. Кондаков в труде 1891 года. В. В. Латышев кратко упомянул греческую надпись, сославшись на описание А. Л. Бертье-Делагарда. В 1937 году руководитель Инкерманской археологической экспедиции ГАИМК Н. И. Репников также довольно кратко описал монастырь, упомянув три храма в верхнем ярусе, а главную церковь датировал XIII веком «а может быть даже XII в.».